# Castelul Bay din Treznea

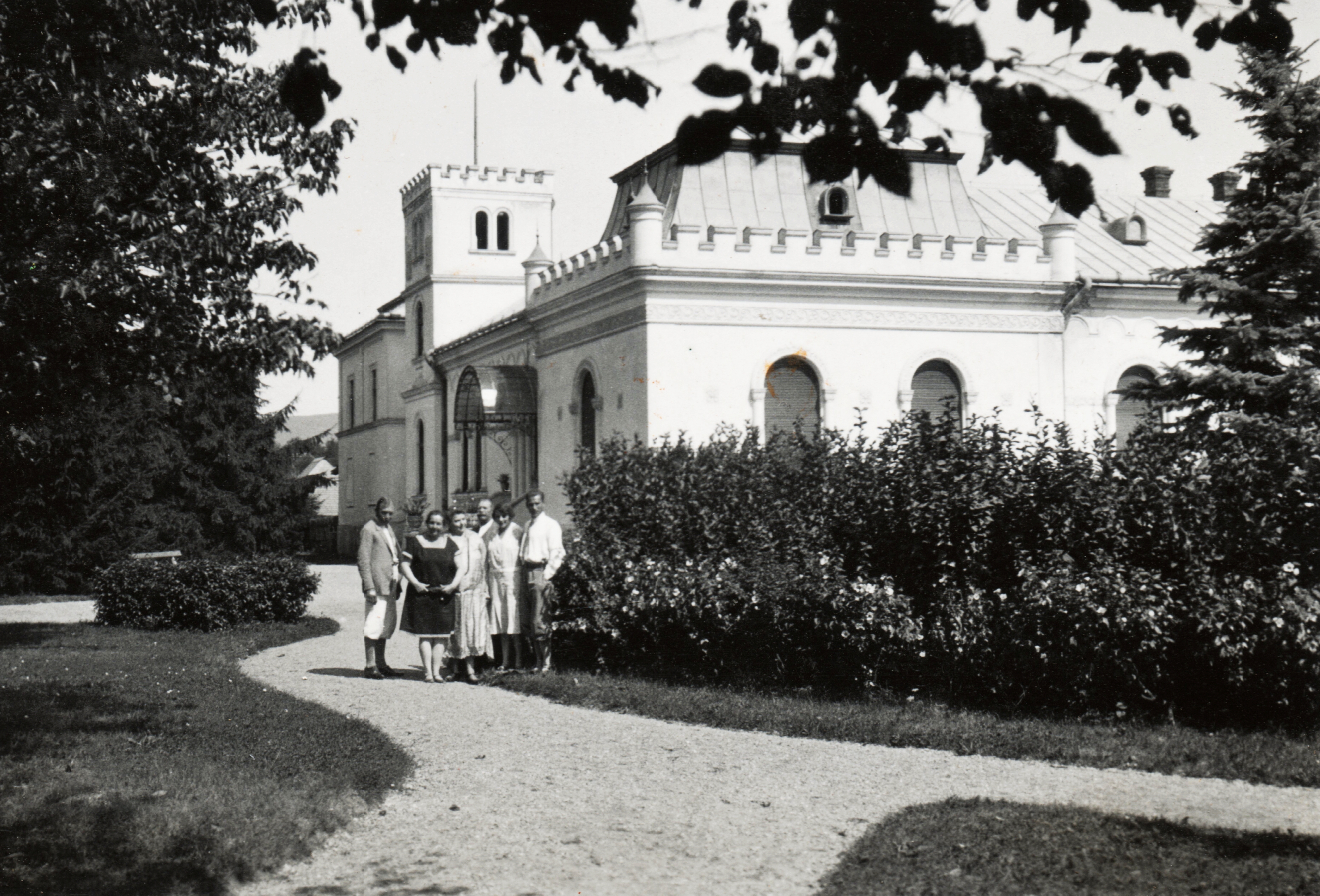
Castelul Bay în 1930

Castelul Bay este o clădire situată în centrul satului Treznea, care a aparținut familiei grofului Ferenc Bay, ce a locuit aici până în 1944, an în care, cu doar câteva săptămâni înainte ca frontul celui de-al Doilea Război Mondial să ajungă în zonă, a fost părăsit. Bay, împreună cu fiul său, soția acestuia și cei doi nepoți, plus o parte din animalele pe care le avea la momentul respectiv, s-au retras din fața armatei române în localitatea Curtuișeni din județul Bihor, aproape de granița cu Ungaria, în localitatea natală a soției sale.
Groful ungur Ferenc Bay, proprietarul conacului, este considerat a fi responsabil de Masacrul de la Treznea, atrocitate comisă de armata horthystă în ziua de 9 septembrie 1940, în care au fost uciși 86 români și 6 evrei din comuna Treznea.
În data de 9 septembrie 1940 trupe maghiare aparținând Batalionului 22 Grăniceri din Debrețin, aflat sub comanda locotenentului Akosi, au fost chemate de către Bay, supărat că din pământurile sale au fost date pământuri de casă luptătorilor din Primul Război Mondial.

## Detalii arhitectonice
Castelul, construit în stil neo-baroc pe la mijlocul secolului al XIX-lea, prezintă două corpuri principale, legate între ele de o reproducere a “punții suspinelor” din Veneția, unică în România, dar care sunt astăzi departe de strălucirea de altădată. 
Castelul are o structură și o formă legată strict de genealogia familiei care a locuit în el. Deși atât bătrânul Ferenc Bay, cât și soția acestuia, proveneau din familii nobiliare, Ferenc era cu o treaptă mai sus în ierarhie, fapt pentru care corpul de clădire rezervat lui era mai mare, fiind a „adevăratului nobil”. Mai mult decât atât, cel rezervat soției nu este doar mai mic, ci a fost legat de cel al soțului printr-o „punte a suspinelor” ce simbolizează înnobilarea prin căsătorie a părții feminine a familiei.

## Starea actuală
După venirea comuniștilor la putere, castelul a fost sediul CAP-ului din localitate, perioadă în care a fost cât de cât întreținut. După 1990 locația a fost abandonată și lăsată în voia sorții.
Actualmente ansamblul arhitectural este o ruină. Această situație se datorează în principal evenimentelor antiromânești din Treznea din perioada hortystă. În data de 29 martie 2019 castelul a fost declasat de pe lista monumentelor istorice prin ordin al ministrului Culturii și dărâmat în data de 2 iulie 2020.

## Imagini

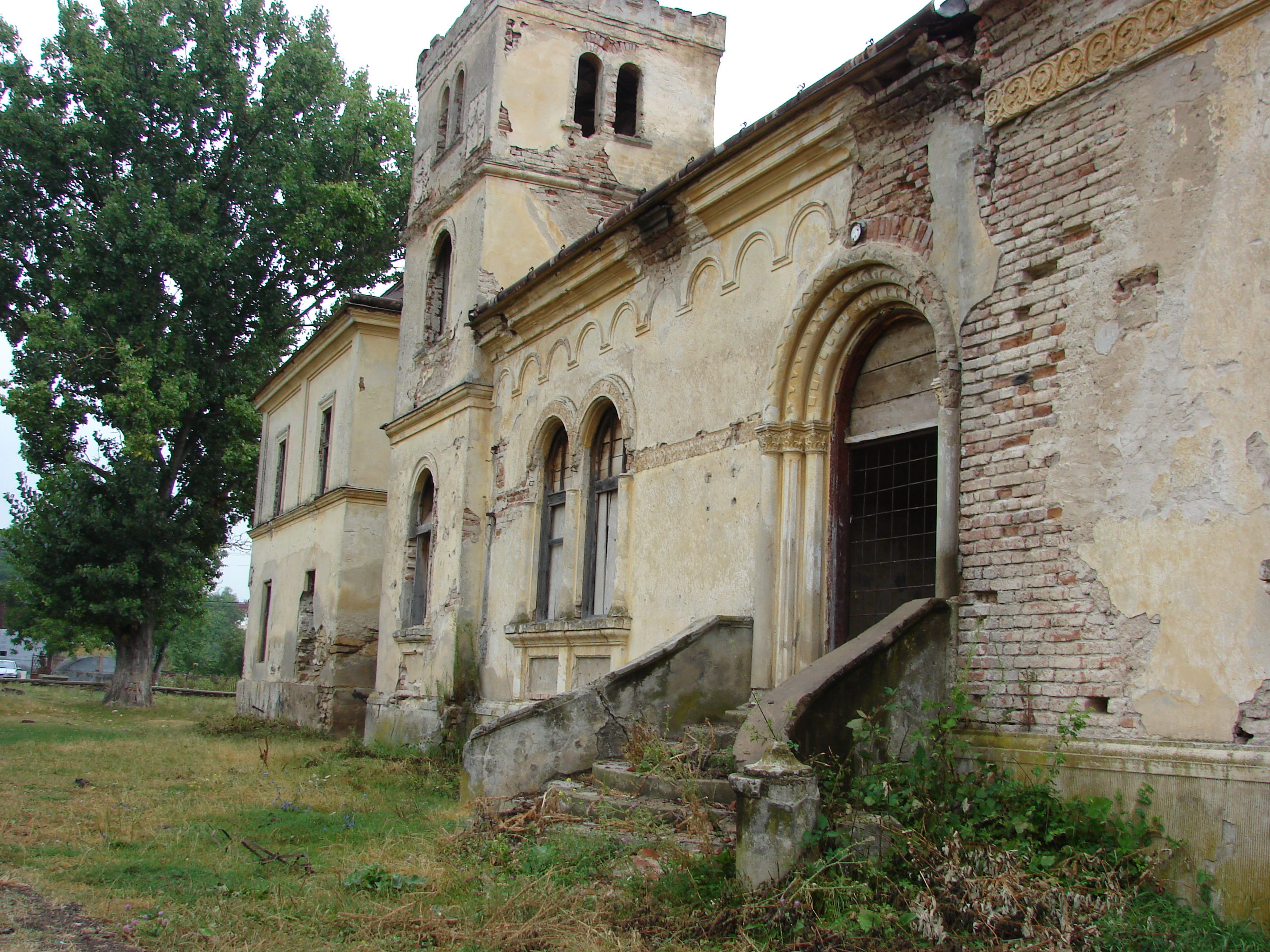
Castelul Bay din Treznea
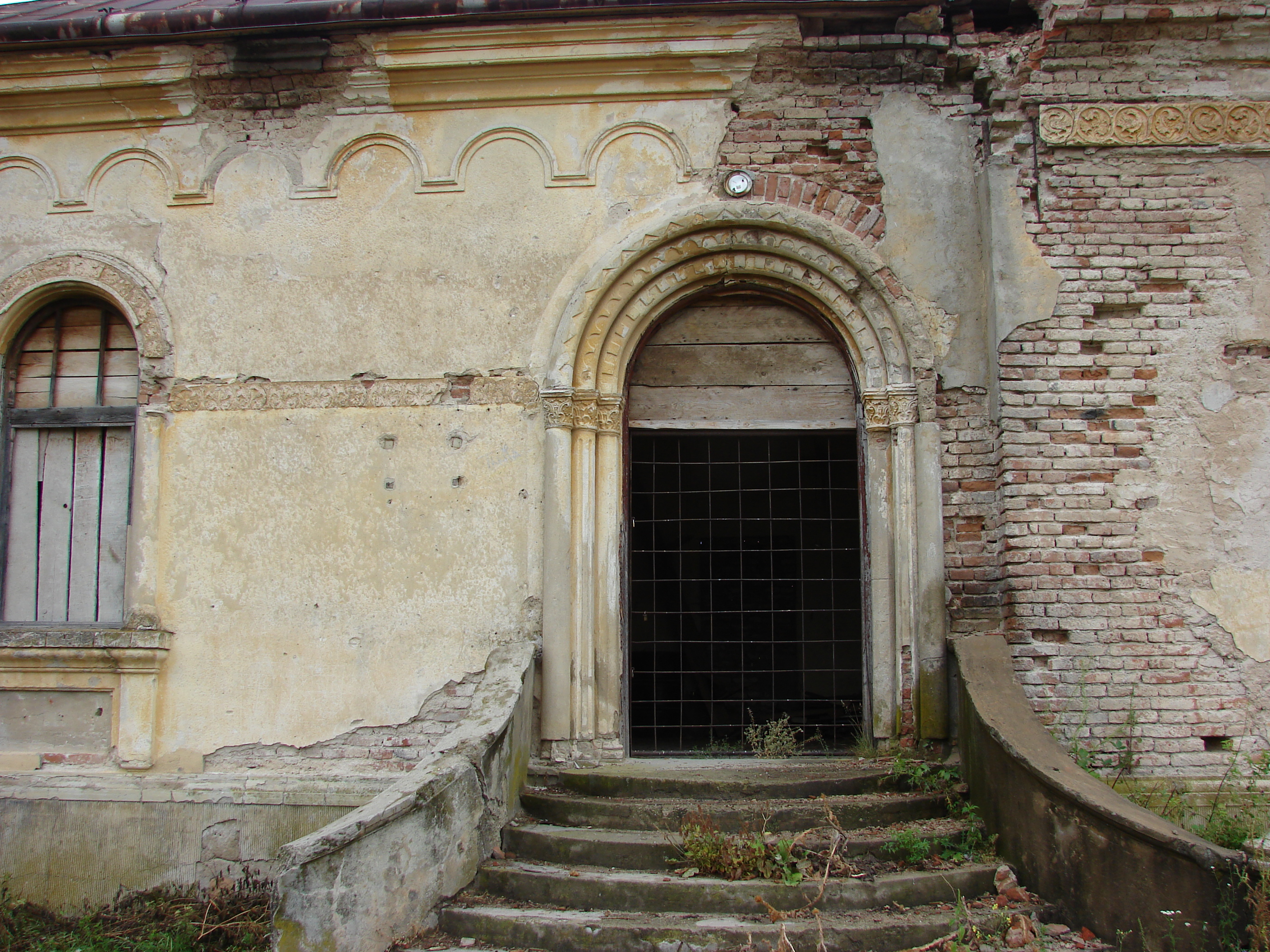
Intrarea
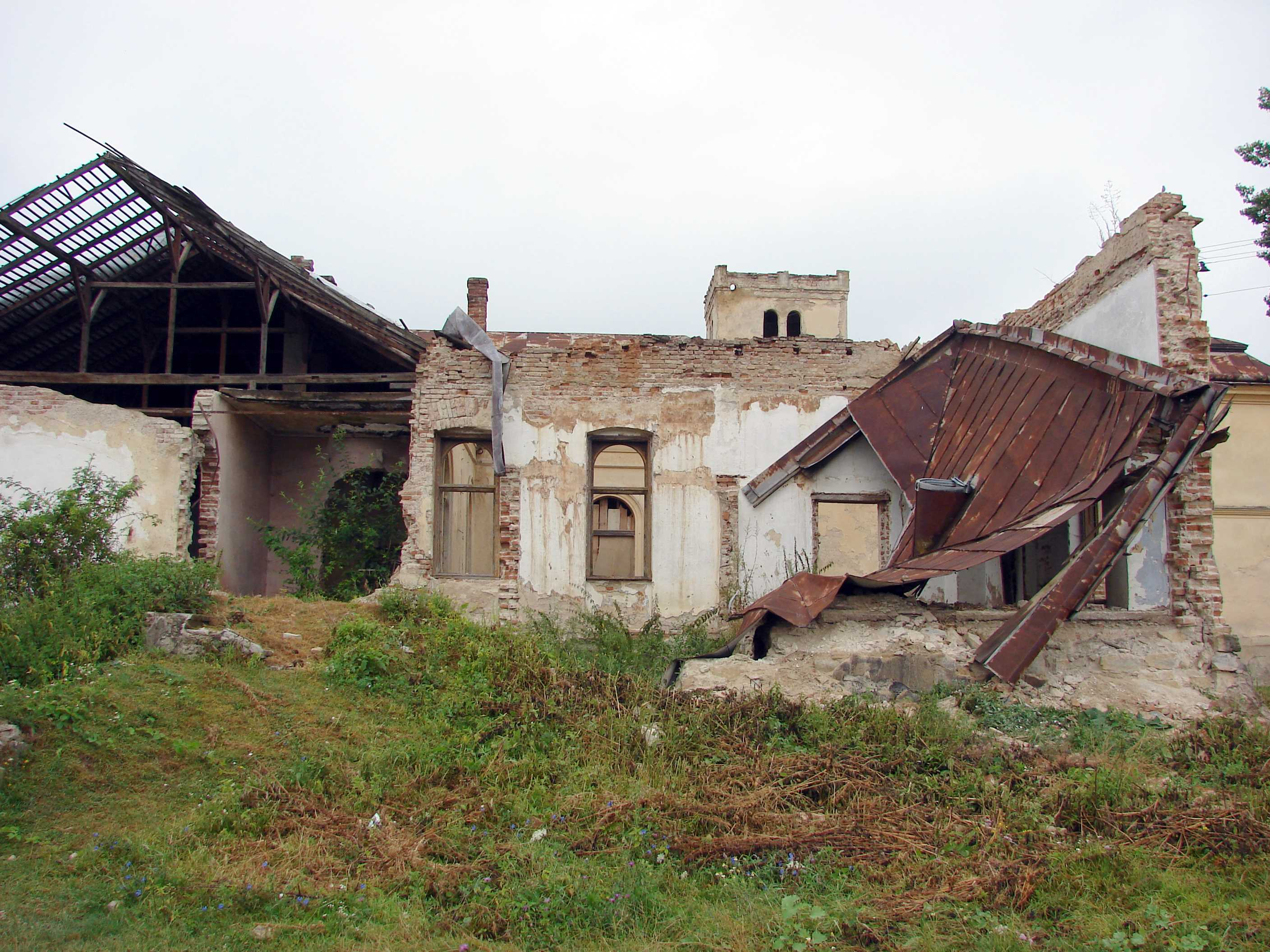
Ruine